# 5930 Zhiganov
5930 Zhiganov è un asteroide della fascia principale. Scoperto nel 1975, presenta un'orbita caratterizzata da un semiasse maggiore pari a 2,2493241 UA e da un'eccentricità di 0,0908892, inclinata di 4,81443° rispetto all'eclittica.